# Рауед
Рауед (араб. رواد) — місто в Тунісі. Входить до складу вілаєту Ар'яна. Станом на 2004 рік тут проживало 53 911 осіб.